# Stanisław Moniuszko
Stanisław Moniuszko, poljski skladatelj, dirigent in pedagog, * 5. maj 1819, Ubiel v bližini Minska, † 4. junij 1872, Varšava, Poljska.
Moniuszko velja z opero v dveh dejanjih Halka za utemeljitelja poljske nacionalne opere. Krstna predstava opere je bila 1. januarja 1848 v Vilni (desetletje kasneje jo je predelal v štiridejanko). Slovenska izvedba opere je bila leta 1898 v Ljubljani. Deloval je v obdobju romantike. Poznal se je s številnimi sodobniki, ki so občudovali njegov talent.

## Delo
Bil je vsestranski skladatelj, saj je ustvarjal operete, opere, balete, kantate, cerkveno glasbo (maše, rekvijem, psalme), mazurke, polke, valčke, simfonije, več kot 300 različnih samospevov …

### Opere (izbor)
- Halka (1848)
- Betty (1852)
- Hrabina (1860)
- Verbum nobile (1861)
- Strašni dvor (1865)